# Африканське мистецтво

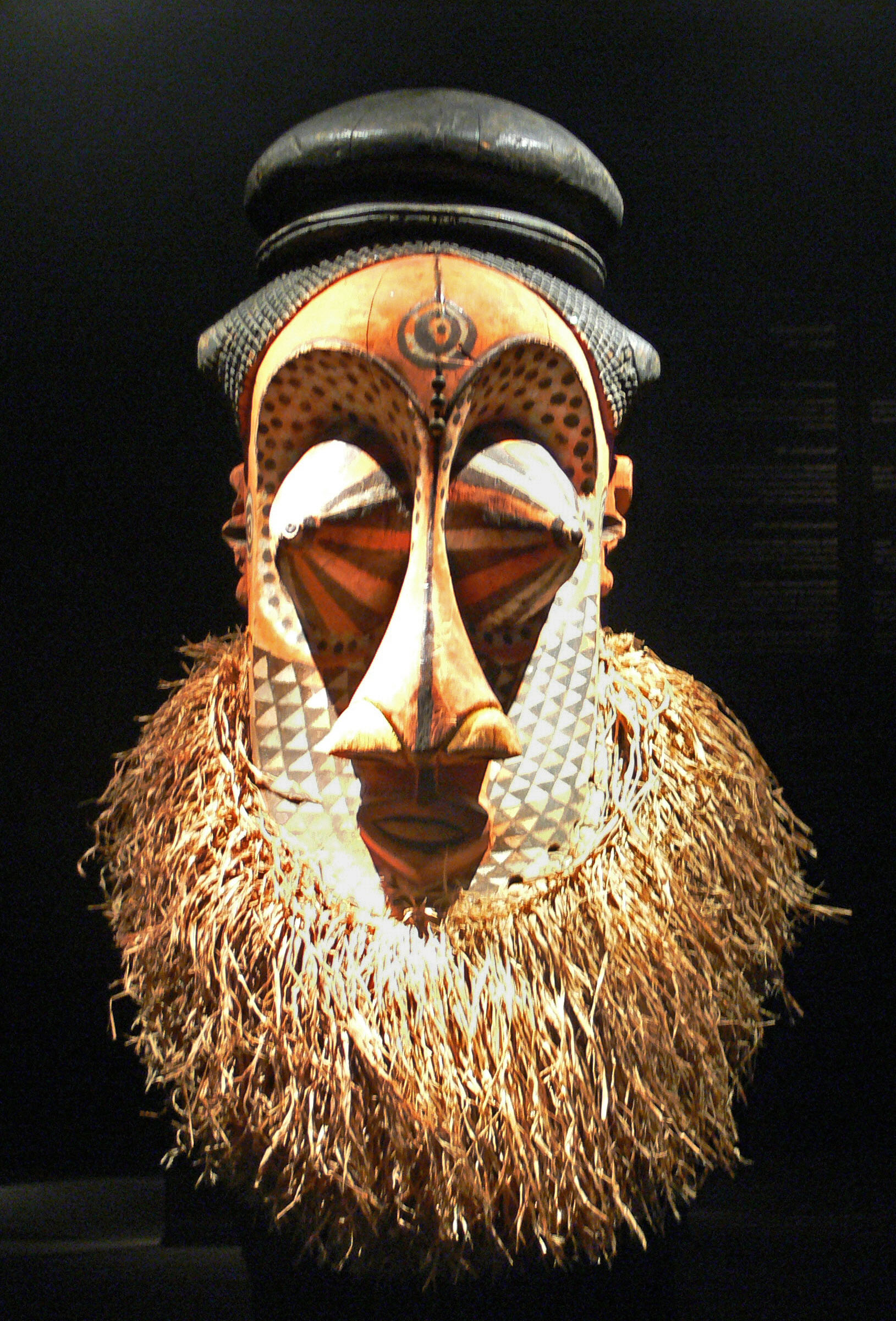
Маска мулвалва етнічної групи куба

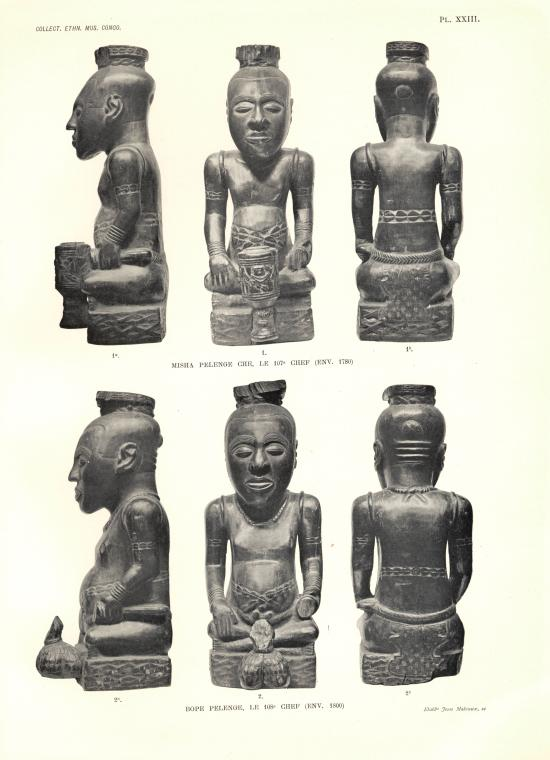
Статуетка етнічної групи куба

Африканське мистецтво — об'єднана назва культурної діяльності різних етносів, що проживають на африканському континенті.

## Складові африканського мистецтва
Маскарад, слюсарне мистецтво, скульптура, архітектура, мистецтво волокон і танці є важливими видами мистецтва в Африці і розглядаються в дослідженні африканського мистецтва. Термін "африканське мистецтво" зазвичай не включає мистецтво північноафриканських районів уздовж узбережжя Середземномор'я, оскільки такі райони вже давно є частиною різних традицій. Більше тисячоліття мистецтво таких областей було частиною берберського чи ісламського мистецтва, хоча і з багатьма особливими місцевими характеристиками. Останнім часом серед африканських істориків мистецтва спостерігається рух за включення візуальної культури інших регіонів та періодів часу. Включаючи всі африканські культури та їх візуальну культуру  до африканського мистецтва, з часом буде глибше розуміння візуальної естетики континенту. Нарешті, мистецтва людей африканської діаспори, Бразилії, Карибського басейну та південного сходу США, також почали включати  у дослідження африканського мистецтва. Мистецтво Ефіопії має давню християнську традицію, також відрізняється від мистецтва більшості країн Африки, де традиційна африканська релігія (з ісламом на півночі) була домінуючою порівняно недавно.  Африканське мистецтво включає античне мистецтво, ісламське мистецтво Західної Африки, християнське мистецтво Східної Африки та ритуальне мистецтво цих та інших регіонів. Багато африканських скульптур історично були виготовлені з дерева та інших природних матеріалів, які не можуть зберігатися століття. А старі керамічні та металеві фігури можна знайти з різних областей. Серед найбільш ранніх декоративних предметів, скажімо, намистини з черепашок, відносяться до середнього кам'яного віку. Маски - важливі елементи мистецтва багатьох народів, поряд з людськими фігурами, є дуже стилізованими. Існує величезна різноманітність стилів, які часто змінюються в одному контексті походження в залежності від використання об’єкта. Скульптура найпоширеніша серед жителів Африки в районах річок Нігер та Конго.    Прямі зображення божеств відносно рідкісні, але маски, зокрема, виготовляються або часто робляться для релігійних церемоній.  
Африканське мистецтво мало важливий вплив на європейське модерністське мистецтво,  яке надихалося відсутністю турботи про натуралістичне зображення. Саме ця оцінка африканської скульптури була віднесена до самого поняття "африканське мистецтво", як це бачили європейські та американські художники й історики мистецтва.
Культури Західної Африки розробили бронзове лиття для рельєфів, таких як знамениті Бенінські бронзи, для прикраси палаців та для надзвичайно натуралістичних королівських голів в місті Бенін, штат Едо, а також у теракоті або металі, з 12 по 14 століття. Золоті ваги Акану - це форма невеликих металевих скульптур, виготовлених у період 1400–1900;  королівські регалії включали вражаючі золоті скульптурні елементи. Багато західноафриканських фігур використовуються в релігійних ритуалах і часто покриваються матеріалами, розміщеними на них для урочистих підношень. У народів одних і тих же області складають шматочки з дерева з широкими плоскими поверхнями і рук і ніг у формі циліндрів. Однак у Центральній Африці основними своєрідними характеристиками є вигнуті всередину обличчя у формі серця, на яких зображені круги та крапки.
Мистецтво Танзанії відоме сучасними картинами Тінга Тінга та скульптурами Маконде. Як і в інших регіонах, існує також різноманітна традиція виготовлення текстилю. Культура Зімбабве залишила більше вражаючих будівель, ніж скульптур, але вісім каменів Зімбабве Птахи мали особливе значення і, ймовірно, були встановлені на монолітах. Сучасні зімбабвійські скульптори з каменю досягли значних міжнародних успіхів. Найдавніші відомі глиняні фігури Південної Африки датуються 400 - 600 роками н.е. і мають циліндричні голови із поєднанням людини та тварин.

## Історія
Витоки африканського мистецтва лежать у глибині віків. Найдавніші відомі намистини в регіоні виготовляли з раковин Нассарія і носили їх як особисті прикраси сімдесят дві тисячі років тому.  В Африці дані про виготовлення фарб складним процесом існують приблизно сто тисяч років тому. Про використання пігментів відомо приблизно триста двадцять тисяч років тому.   Африканське наскальне мистецтво в Сахарі в Нігері зберігає різьблення віком шість тисяч років. На південь від Сахари, західне культурне мистецтво, давньоєгипетські картини та артефакти, а також корінні південні ремесла також внесли  внесок в африканське мистецтво. Часто зображаючи достаток навколишньої природи, мистецтво представляло абстрактні інтерпретації тварин, рослинного світу чи природних конструкцій та форм. Нубійське королівство Куш у сучасному Судані було в тісному  контакті з Єгиптом і створювало монументальну скульптуру. У Західній Африці найдавніші відомі скульптури з культури Нок, яка процвітала між 1500 р. до н.е. і 500 р. н.е. в сучасній Нігерії, з глиняними фігурами з видовженими тілами та кутовими формами.
Складніші методи виготовлення творів мистецтва були розроблені в Африці на південь від Сахари приблизно в 10 столітті. Серед найбільш помітних досягнень - бронзова робота Ігбо Укву та теракота та металоконструкції Іле Айфе. Бронзові та латунні виливки, часто прикрашені слоновою кісткою та дорогоцінними каменями, стали надзвичайно престижними на більшій частині Західної Африки.

## Традиційне мистецтво
Основні риси
У західноафриканському мистецтві наголошується на виразному індивідуалізмі. Африканське мистецтво включає в себе творчі різних культури, часто генетично чи дифузійно не пов'язані один з одним, однак, на думку деяких дослідників, для більшості продуктів «африканської культури» властиві такі спільні риси:
- Акцент на людській фігурі: Людська фігура завжди була основною темою для більшості африканських мистецтв. Цей акцент навіть впливав на певні європейські традиції. Так у п'ятнадцятому столітті Португалія торгувала з культурою сапі поблизу Кот-д'Івуару в Західній Африці, які створили складні соленики із слонової кістки, які були гібридами африканського та європейського зразків. Людська фігура може символізувати живих або мертвих, може посилатись на вождів, танцюристів або різні професії, такі як барабанщики чи мисливці, або навіть може бути антропоморфним зображенням бога або виконувати іншу вотивну функцію. Ще однією загальною темою є взаємоморфоз людини та тварин.
- Абстракція домінує над реалістичністю. Африканські твори, як правило, віддають перевагу візуальній абстракції, ніж натуралістичній репрезентації. Це пояснюється тим, що багато африканських творів узагальнюють стилістичні норми.
- Головна форма — скульптура. З цього випливає ще одна особливість: домінування тривимірного простору над двовимірним.
- Поширеність свого роду акционізма, в якому використовуються предмети мистецтва. Тим самим предмети мистецтва зі статичних перетворюються на «рухомі» (такою може виступати маска, використовувана під час церемонії).
- Нелінійне масштабування (перекручені пропорції), яке Леопольд Седар Сенгор називав «динамічної симетрією».

## Матеріали
Африканське мистецтво виготовляється з безлічі різних матеріалів. Більшість африканських творів мистецтва - це скульптури з дерева,  тому що дерево є дуже поширеним матеріалом. Ювелірні вироби - це популярний вид мистецтва, який використовується для позначення рангу, приналежності до групи або для естетики.  Африканські ювелірні вироби виготовляються з таких різноманітних матеріалів, як камінь тигрового ока, гематит, сизаль, кокосова шкаралупа, намистини та чорне дерево. Скульптури можуть бути дерев'яними, керамічними або вирізаними з каменю. У Західній Африці популярні мозаїки з крил метеликів або кольорового піску. Ранні африканські скульптури можна визначити як виготовлені з теракоти та бронзи.

## Африканські релігії
Традиційні африканські релігії  вплинули на африканські форми мистецтва на всьому континенті. Африканське мистецтво випливає з тем релігійного символізму, функціоналізму та утилітаризму.  Багато творів мистецтва створюються з духовною, а не з творчою метою. Багато африканських культур наголошують на важливості предків як посередників між живими, богами та верховним творцем, а мистецтво розглядається як спосіб зв’язку з духами предків. Мистецтво також може використовуватися для зображення богів і цінується за його функціональні цілі. Традиції ісламу і християнства інтегровані  твори традиційного африканського мистецтва. 

### Африканська пластика

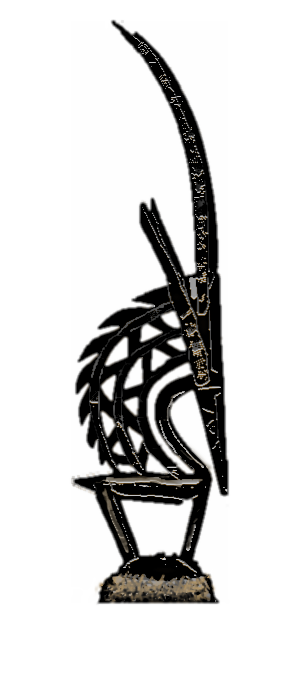
статуетка бамбара

Африканська пластика включає в себе маски і статуетки, використовувані в ритуальних цілях. В цілому маски можна розділити на дві основні групи:
- Маски зі спокійними обличчями, очі у яких зазвичай закриті. Вони зображували померлих родичів і їх використовували в похоронних обрядах або під час святкувань.
- Застрашливі маски, де людські риси обличчя найчастіше поєднувалося з рисами звіра. Їх одягали члени таємних товариств під час традиційних святкувань або полювання за нечистою силою. Так людина в масці давав тимчасовий притулок духу, якого ця маска зображала.

Африканські статуетки, здебільшого, зображують померлу людину, будучи вмістилищем його душі, або тварину, яка була пов'язана із тотемним предком етносу, як наприклад, поширена статуетка антилопи у народу бамана в Малі.
З кінця XIX століття в Європі з'явився інтерес до мистецтва африканської, австралійської та східних цивілізацій. Деякі риси африканської пластики були запозичені кубістами на початку XX століття. Однією з найбільш яскравих ілюстрацій може послужити картина «Авіньйонські дівчата» Пабло Пікассо.

### Африканська музика
Етнічна музика континенту  сягає корінням у вікові традиції стародавніх імперій, які дали початок неповторною гамі звуків сучасної Африки. Саме ритми  Африки «зробили» музику XX століття, вплинувши на джаз, блюз, рок-н-рол і весь подальший його розвиток.

## Вплив на західне мистецтво
Під час колоніального періоду 19-20 століття довго характеризували африканське мистецтво як "первісне". Цей термін несе в собі негативні відтінки відсталості та бідності. Колонізація протягом XIX століття створила західне розуміння, засноване на вірі, що африканському мистецтву бракує технічних можливостей через низький соціально-економічний статус. На початку ХХ століття історики мистецтва Карл Ейнштейн, Міхал Собескі та Лео Фробеній опублікували важливі праці про тематику, надавши африканському мистецтву статус естетичного об'єкта, а не лише етнографічного об'єкта. Митці Поль Гоген, Пабло Пікассо, Жорж Брак, Андре Дерен, Анрі Матісс, Жозеф Чакі та Амедео Модільяні серед інших видів мистецтва усвідомили африканське мистецтво.  Африканське мистецтво продемонструвало силу надзвичайно добре організованих форм;  воно створюється  не тільки реагуванням на здатність зору, а й  на здатність уяви, емоцій, містичного та релігійного досвіду. Художники бачили в африканському мистецтві формальну досконалість та вишуканість, поєднані з феноменальною виразною силою. Вивчення та реагування на африканське мистецтво художниками на початку ХХ століття сприяло вибуху інтересу до абстракції, організації та реорганізації форм, а також дослідженню емоційних та психологічних сфер, небачених дотепер у західному мистецтві. Цими засобами було змінено статус візуального мистецтва. Мистецтво перестало бути лише переважно естетичним, а стало справжнім середовищем для філософського та інтелектуального дискурсу. 

### Образотворче мистецтво
В Африці процвітає культура сучасного  образотворчого мистецтва. Серед відомих сучасних художників - Ель Анацуй, Марлен Дюма, Вільям Кентрідж, Карел Нель, Кенделл Гірс, Інка Шонібаре, Зеріхун Єтмгета, Одхіамбо Сіангла, Еліас Дженго, Олу Огібе, Любайна Хімід, Білі Біджока та Генрі Таялі. Арт- бієнале проводяться в Дакарі (Сенегал) та Йоганнесбурзі (ПАР). Багато сучасних африканських художників представлені в музейних колекціях, і їх мистецтво може продаватися за високі ціни на художніх аукціонах. Незважаючи на це, багатьом сучасним африканським художникам, як правило, важко знайти ринок для своїх робіт. Багато сучасних африканських митців значною мірою запозичують у традиційних попередників. За іронією долі, цей акцент на абстракції розглядається західниками як наслідування європейських та американських художників- кубістів та тотемістів, таких як Пабло Пікассо, Амедео Модільяні та Анрі Матісс, які на початку ХХ століття зазнали сильного впливу традиційного африканського мистецтва. Цей період був критично важливим для еволюції західного модернізму у візуальному мистецтві.
Сьогодні Фаті Хасан вважається великим  представником сучасного чорноафриканського мистецтва. Сучасне африканське мистецтво було започатковано в 1950-х і 1960-х роках у Південній Африці такими художниками, як Ірма Штерн, Сіріл Фрадан, Вальтер Баттіс, а також через галереї, такі як Галерея Гудман в Йоганнесбурзі. Зовсім недавно європейські галереї, такі як Жовтнева галерея в Лондоні, та колекціонери, такі як Жан Пігоцці,  Артур Вальтер  та Джанні Байоккі в Римі, допомогли розширити інтерес до цієї теми. Численні виставки в Музеї африканського мистецтва в Нью-Йорку та африканському павільйоні на Венеціанській бієнале 2007 року. Колекції сучасного мистецтва пройшли довгий шлях до протидії багатьом міфам та забобонам, які переслідують сучасне африканське мистецтво. Призначення нігерійського Оквуї Енвезора художнім керівником Documenta 11 та його зорієнтоване на Африку бачення мистецтва просунуло кар'єру незліченних африканських художників на міжнародну арену.

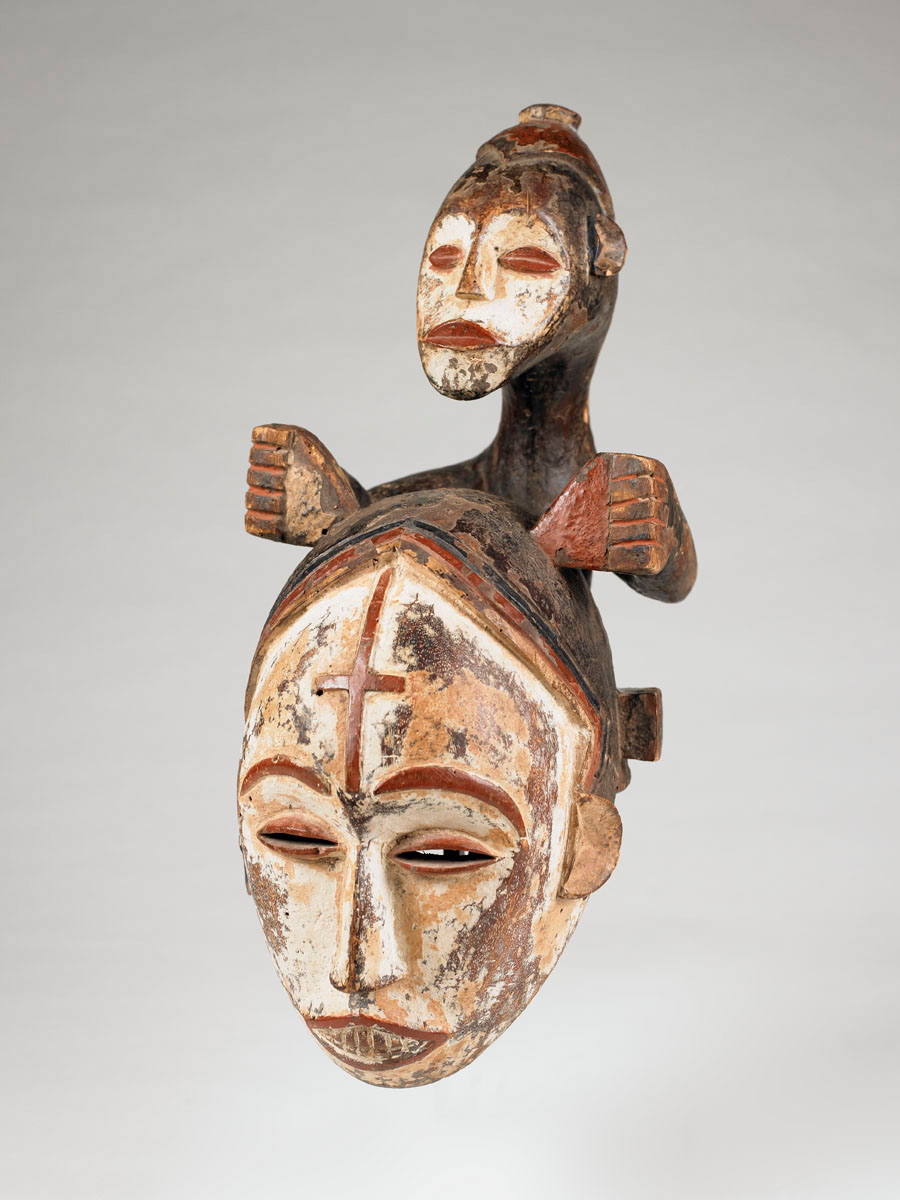
Маска, відома як Королева жінок ( Eze Nwanyi ); кінець 19 - початок 20 століття; деревина та пігмент; Бірмінгемський художній музей (Алабама, США)

## Вплив на західну архітектуру
Європейська архітектура зазнала сильного впливу африканського мистецтва. Антоніо Сант'Елія, Ле Корбюзьє, П'єр Луїджі Нерві, Тео ван Дусбург та Еріх Мендельсон, також були скульпторами та художниками.  Протягом 50-х років європейські архітектори перетворили будівлі на масштабні скульптури, замінивши непотрібні прикраси (так критикував Адольф Лоос ), інтегрувавши в стіни фактурні фрески та великі барельєфи. Протягом 1960-х років африканське мистецтво вплинуло на бруталізм як мовою, так і символікою, особливо в роботах Ле Корбюзьє, Оскара Німейєра та  Пола Рудольфа. Потужна робота  Джона Лотнера нагадує про артефакти. На відміну від Європи, африканське мистецтво ніколи не встановлювало меж між боді-артом, живописом, скульптурою та архітектурою.